# 吉野コータロー
吉野 コータロー（よしの コータロー、1994年7月19日 - ）は、日本の男性プロレスラー。神奈川県茅ヶ崎市出身。2AW所属。血液型A型。

## 来歴
- 2014年4月29日板橋区立グリーンホールでリッキー・フジを相手にデビュー。
- KAIENTAI DOJOでは最年少デビュー。最年少の選手が最年長の選手と戦うデビュー戦をした。
- デビュー時のリングネームは吉野コウタローだったが30日に今のリングネームに表記を一部変更した。
- 2015年5月6日決勝戦で大日本プロレスの植木嵩行と対戦し勝利してK-METAL LEAGUE2015で優勝。
- 5月31日、優勝記念 走れコータロー5番勝負 第1戦としてTAKAみちのくと対戦。
- 6月13日、第2戦で火野裕士と対戦。
- 7月12日、第3戦で柏大五郎と対戦。
- 7月16日、第4戦でヒロ・トウナイと対戦。
- 7月17日、走れコータロー特別企画 新技への道として新技を開発。
- 9月21日、走れコータロー5番勝負 最終戦で真霜拳號と対戦し20分の激闘の末敗れ全5戦を終了。
- 2016年4月17日、赤闘覇の仲間である滝澤大志とのタッグで真霜拳號&佐藤悠己の持つSTRONGEST-K TAG王座に挑戦し勝利。デビュー2年で王座初戴冠となる。
- 2016年12月14日、プロレスリング・ノアに参戦[1]。
- 2017年、「勝者が敗者の髪型を好きにプロデュースできる3WAYマッチ」で佐藤悠己に敗北し髪型をプロデュースされる。原始人キャラとなりダイナソー拓真と「ダイノストーンズ」結成。
- 2AW移籍後、原始人キャラを卒業し、吉田綾斗・タンク永井・笹村あやめらと共に人ユニット【TollGlänz】を結成。
- 2022年、タンク永井の引退試合の相手を果たし、TollGlänzは解散。

## 得意技
B.G.トルネード
走れコータロー新技への道で火野裕士、旭志織、そのほか多数の選手やスタッフとともに開発された変形のアバランシュホールド。全6回に及ぶ動画での特訓で最上九を相手に使用し完成させた。技名の由来は「#吉野新技」で募集した技名が予想以上に多くあったため吉野がそれぞれを組み合わせたのが由来。
吉野スプラッシュ
空中胴締め落とし
肉絞り

## タイトル歴
- 第31代、第35代STRONGEST-K TAG王座（パートナーは滝澤大志→ダイナソー拓真）
- 第6代、第8代千葉6人タッグ王座（パートナーは遊馬、ダイナソー拓真→ダイナソー拓真、超人勇者Gヴァリオン）
- 第16代2AWタッグ王座（パートナーは笹村あやめ）
- BO-SOゴールデンタッグトーナメント優勝（パートナーは滝澤大志）（2016年）
- K-METAL LEAGUE優勝（2015年）